# Chlorostoma
Chlorostoma is een geslacht van weekdieren uit de klasse van de Gastropoda (slakken).

## Soorten
- Chlorostoma argyrostomum (Gmelin, 1791)
- Chlorostoma lischkei (Tapparone Canefri, 1874)
- Chlorostoma xanthostigma A. Adams, 1853